# Liste der UCI Women’s Continental Teams 2024
Die Liste enthält die bei der UCI  registrierten UCI Women’s Continental Teams in der Saison 2024.
Stand: 15. Februar 2024
| Team-Name                                     | Land                         | UCI-Code |
| --------------------------------------------- | ---------------------------- | -------- |
| A.S.D. K2 Women Team                          | Italien                      | KWT      |
| AG Insurance-Soudal NXTG                      | Belgien                      | AGN      |
| Alba Development Road Team                    | Vereinigtes Königreich       | ART      |
| ARA-Skip Capital                              | Australien                   | ARA      |
| Arkéa-B&B Hotels Women                        | Frankreich                   | ARK      |
| Aromitalia 3T Vaiano                          | Italien                      | VAI      |
| Astana Dewi Women Team                        | Kasachstan                   | ADT      |
| BePink-Bongioanni                             | Italien                      | BPK      |
| Bodywrap LTwoo Women's Cycling Team           | Volksrepublik China          | BDR      |
| Boneshaker Project presented by ROXO          | Vereinigte Staaten           | BSP      |
| BTC City Ljubljana Zhiraf Ambedo              | Italien                      | BZA      |
| Canyon SRAM Generation                        | Deutschland                  | CSG      |
| Chevalmeire                                   | Belgien                      | CHE      |
| China Liv Pro Cycling                         | Volksrepublik China          | GPC      |
| Cofidis Women Team                            | Frankreich                   | COF      |
| Colombia Potencia de la Vida Strongman        | Kolumbien                    | CPS      |
| Cycleversum Women Team                        | Slowakei                     | CWT      |
| Cynisca Cycling                               | Vereinigte Staaten           | CYN      |
| DAS-Handsling Bikes                           | Vereinigtes Königreich       | DAS      |
| DNA Pro Cycling                               | Vereinigte Staaten           | DNA      |
| Doltcini O'Shea                               | Vereinigtes Königreich       | AWO      |
| EF Education-Cannondale                       | Vereinigte Staaten           | EFC      |
| Eneicat-CMTeam                                | Spanien                      | EIC      |
| Fenix-Deceuninck Development Team             | Belgien                      | FDD      |
| GT Krush Rebellease                           | Niederlande                  | GKR      |
| Hess Cycling Team                             | Vereinigtes Königreich       | HCT      |
| HKSI Pro Cycling Team                         | Hongkong                     | HKS      |
| Isolmant-Premac-Vittoria                      | Italien                      | SBT      |
| Laboral Kutxa-Fundación Euskadi               | Spanien                      | LKF      |
| Li Ning Star Ladies                           | Volksrepublik China          | LNL      |
| Lifeplus Wahoo                                | Vereinigtes Königreich       | LPW      |
| Liv-AlUla-Jayco Continental Team              | Australien                   | LJA      |
| LKT Team                                      | Deutschland                  | LKT      |
| Lotto Dstny Ladies                            | Belgien                      | LDL      |
| MAT Atom Deweloper Wrocław                    | Polen                        | MAW      |
| Maxx-Solar Rose Women Racing                  | Deutschland                  | MXR      |
| Primeau Vélo-Groupe Abadie                    | Kanada                       | PVA      |
| Pro-Noctis–200° Coffee-Hargreaves Contracting | Vereinigtes Königreich       | FLR      |
| Proximus-Cyclis CT                            | Belgien                      | PRO      |
| Soltec Iberoamérica                           | Panama                       | SIB      |
| St Michel-Mavic-Auber 93                      | Belgien                      | AUB      |
| Standard Insurance PHI                        | Philippinen                  | SIP      |
| Tashkent City Women Professional Cycling Team | Usbekistan                   | TCW      |
| Team BridgeLane                               | Australien                   | TBL      |
| Team Coop-Repsol                              | Norwegen                     | HPU      |
| Team Dukla Praha                              | Tschechien                   | TDP      |
| Team Komugi-Grand Est                         | Frankreich                   | KGE      |
| Team Mendelspeck Ge-Man                       | Italien                      | MDS      |
| Thailand Women's Cycling Team                 | Thailand                     | TWC      |
| Top Girls Fassa Bortolo                       | Italien                      | TOP      |
| Torelli                                       | Irland                       | TOR      |
| UAE Development Team                          | Vereinigte Arabische Emirate | UDT      |
| Virginia's Blue Ridge-Twenty24                | Vereinigte Staaten           | T24      |
| VolkerWessels Women’s Pro Cycling Team        | Niederlande                  | VWT      |
| WCC Team                                      | –––                          | WCC      |
| Winspace                                      | Frankreich                   | WIN      |